# Les Darcy

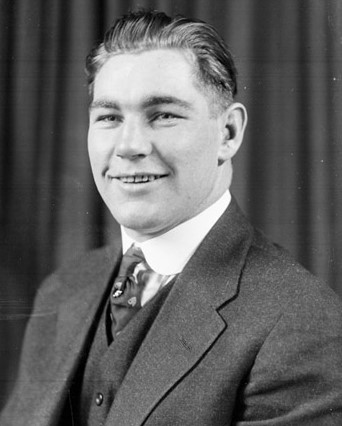
Les Darcy (um 1917)

James Leslie „Les“ Darcy (* 31. Oktober 1895 in Stradbroke, New South Wales; † 24. Mai 1917 in den Memphis, Tennessee) war ein australischer Boxer.

## Leben
Eines von acht Kindern eines irischstämmigen Landarbeiters verließ er 12-jährig die Schule und arbeitete als Gehilfe eines Schmieds, wo er kräftige Muskeln aufbaute. Bereits mit 18 Jahren war der gläubige Abstinenzler Darcy die Sensation in der Hauptarena von Sydney, wo er zunächst dem US-Amerikaner Fritz Holland zwei Mal umstritten unterlag.

Insgesamt verlor er vier seiner Kämpfe, ging aber nie KO.
Mit guter Schlagkraft und großer Kondition schlug er die US-Amerikaner Eddie McGoorty, Billy Murray, Jimmy Clabby, George Chip, George „K.O.“ Brown und Buck Crouse und besiegte Smith und Holland in Rückkämpfen vorzeitig.
Er nannte sich nach einer Siegesserie von 22 Kämpfen 1916 „Weltmeister im Mittelgewicht“, wenn das auch außerhalb seines Heimatlandes weitgehend ignoriert wurde. 1916 wurde er außerdem Schwergewichtsmeister von Australien durch K. o. gegen Harold Hardwick.
In patriotischen Fragen ambivalent, wollte er 1916 zur Armee. Seine Mutter verweigerte die Zustimmung, die aber notwendig gewesen wäre, da er noch jünger als 21 Jahre war. Daraufhin orientierte er sich in Richtung Profikarriere in den USA, wohin er ohne Ausreiseerlaubnis heimlich auswanderte.
In den USA erwarteten ihn vielerlei Probleme. Zum einen wurde er von australischen Medien verfolgt, die ihm Fahnenflucht vorwarfen und auch die Stimmung in den USA war gegen ihn, so bekam er unter anderem durch ein Verbot des Gouverneurs von New York keine großen Kämpfe. Durch einen entzündeten Zahn bekam er dann eine Blutvergiftung und verstarb im Alter von 21 Jahren. Man nimmt aber an, dass die Todesursache letztlich eine Lungenentzündung war.
Kurz vor seinem Tod war er US-Staatsbürger geworden und dort der Armee beigetreten. Als er in Sydney bestattet wurde, kamen jedoch Hunderttausende zu seiner Beerdigung.
1993 fand Darcy Aufnahme in die International Boxing Hall of Fame.